# Aspidura guentheri
Aspidura guentheri är en ormart som beskrevs av Ferguson 1876. Aspidura guentheri ingår i släktet Aspidura och familjen snokar.
Artens utbredningsområde är Sri Lanka. Inga underarter finns listade. Honor lägger ägg.